# Naturschutzgebiet Luerwald und Bieberbach
Das Naturschutzgebiet Luerwald und Bieberbach (teilweise abweichend als NSG Luerwald und Biebertal verzeichnet) ist ein 563 ha großes Naturschutzgebiet (NSG-Kennung MK-016) an der östlichen Stadtgrenze von Menden (Sauerland) im Märkischen Kreis in Nordrhein-Westfalen. Das Gebiet wurde 2004 von der Bezirksregierung Arnsberg per Verordnung als NSG ausgewiesen. Es besteht aus drei Teilflächen. Dabei wird die südliche Teilfläche durch die Landstraße 537 abgetrennt. Im Hochsauerlandkreis auf Stadtgebiet von Arnsberg grenzt direkt das Naturschutzgebiet Luerwald an.
Das Gebiet ist zum Großteil ebenfalls Teil des 2633 ha großen FFH-Gebietes und des 2637 ha großen EU-Vogelschutzgebiets „Lürwald und Bieberbach“.

## Gebietsbeschreibung
Bei dem NSG handelt es sich um das Waldgebiet Lürwald. Dazu kommen nördlich des Lürwaldes Flächen am Bieberbach. Der heute als Lürwald bezeichnete Wald bezeichnet nur einen kleinen Teil des früheren Waldes und hat keine direkte Verbindung mehr mit dem heute als Arnsberger Wald bezeichneten Gebiet. Der Lürwald liegt zwischen Lendringsen im Westen sowie Neheim und Hüsten mit Voßwinkel im Osten. Im Süden näherte er sich dem Tal der Hönne. Die durchschnittliche Höhe liegt bei 200 bis 300 m über NN. Der größte Teil des heutigen Naturschutzgebietes ist siedlungsfrei und wird kaum von Straßen durchschnitten. Der Wald wird von zahlreichen Fließgewässern wie dem Bieberbach in Form von Waldbächen durchzogen. An den Bächen existieren teilweise schmale Bach-Erlen-(Eschen-)Wälder. Vorherrschend im zentralen Lürwald sind Buchen- und Eichenmischwälder. In anderen Teilen sind auch andere Baumarten anzutreffen.
Lürwald ist auch die Bezeichnung einer von dem Geographen Wilhelm Müller-Wille von anderen Gebieten nach geomorphologischen Merkmalen abgegrenzten naturräumlichen Einheit. Umgeben ist die naturräumliche Einheit Lürwald vom Arnsberger, Fröndenberger und Schwerter Ruhrtal, vom Mendener Hügelland, von der Balver Platte und vom Hachener Bergland.

## Fauna und Flora
Zur Fauna zählen Schwarzstorch, Kolkrabe, Waldschnepfe, Rotmilan und Mittelspecht. Der Mittelspecht hat im Luerwald eines seiner größten Vorkommen in NRW.

## Planungen zum Bau der A 46 durchs Gebiet
Ursprünglich sahen Planungen für den Weiterbau der A 46 auch die Durchschneidung des Lürwaldes vor. Eine FFH-Verträglichkeitsprüfung hinsichtlich des Lebensraums von Schwarzstörchen und anderen planungsrelevanten Arten, insbesondere FFH-Anhang-IV-Arten, zwang zu einer anderen Streckenplanung. Kritiker sehen auch in den neueren Planungen den Lürwald bedroht, obwohl spätere Planungsvarianten um den Wald herumführen.